# Johan Andersson (fotbollsspelare född maj 1995)
Johan Carl Magnus Andersson, född 7 maj 1995 i Värnamo, är en svensk fotbollsspelare (försvarare) som spelar för Tvååkers IF.

## Klubbkarriär
Anderssons moderklubb är Bredaryds IK. 2011 gick han till Östers IF. Den 3 november 2012 debuterade han för klubben då han spelade 90 minuter hemma mot Hammarby IF. I Allsvenskan 2013 spelade han fem matcher och i Superettan 2014 blev det totalt 13 matcher, varav 10 från start.
I augusti 2015 skrev Andersson på för Superettanklubben IFK Värnamo. Den 21 januari 2019 värvades han av Lunds BK. Efter säsongen 2020 lämnade Andersson klubben. I januari 2021 skrev han på för Tvååkers IF.

## Landslagskarriär
Andersson har spelat tre landskamper för Sveriges U17-landslag. Han har även spelat 12 landskamper för U19-landslaget.

## Karriärstatistik
| Klubb              | Säsong             | Liga               | Liga    | Liga | Svenska cupen | Svenska cupen | Övrigt  | Övrigt | Totalt  | Totalt |
| Klubb              | Säsong             | Division           | Matcher | Mål  | Matcher       | Mål           | Matcher | Mål    | Matcher | Mål    |
| ------------------ | ------------------ | ------------------ | ------- | ---- | ------------- | ------------- | ------- | ------ | ------- | ------ |
| Östers IF          | 2012               | Superettan         | 1       | 0    | 0             | 0             | —       | —      | 1       | 0      |
| Östers IF          | 2013               | Allsvenskan        | 5       | 0    | 1             | 0             | —       | —      | 6       | 0      |
| Östers IF          | 2014               | Superettan         | 13      | 0    | 3             | 0             | 1       | 0      | 17      | 0      |
| Östers IF          | 2015               | Division 1 Södra   | 8       | 0    | 0             | 0             | —       | —      | 8       | 0      |
| Östers IF          | Totalt             | Totalt             | 27      | 0    | 4             | 0             | 1       | 0      | 32      | 0      |
| IFK Värnamo        | 2015               | Superettan         | 2       | 0    | 1             | 0             | —       | —      | 3       | 0      |
| IFK Värnamo        | 2016               | Superettan         | 17      | 0    | 2             | 0             | —       | —      | 19      | 0      |
| IFK Värnamo        | 2017               | Superettan         | 19      | 1    | 3             | 0             | —       | —      | 22      | 1      |
| IFK Värnamo        | 2018               | Superettan         | 22      | 0    | 4             | 0             | 1       | 0      | 27      | 0      |
| IFK Värnamo        | Totalt             | Totalt             | 60      | 1    | 10            | 0             | 1       | 0      | 71      | 1      |
| Lunds BK           | 2019               | Division 1 Södra   | 28      | 2    | 2             | 0             | —       | —      | 30      | 2      |
| Lunds BK           | 2020               | Division 1 Södra   | 30      | 2    | 1             | 0             | —       | —      | 31      | 2      |
| Lunds BK           | Totalt             | Totalt             | 58      | 4    | 3             | 0             | —       | —      | 61      | 4      |
| Tvååkers IF        | 2021               | Division 1 Södra   | 22      | 2    | 0             | 0             | —       | —      | 22      | 2      |
| Totalt i karriären | Totalt i karriären | Totalt i karriären | 167     | 7    | 17            | 0             | 2       | 0      | 186     | 7      |

1. ↑  Nedflyttningskvalmatch mot IK Frej.[8]
2. ↑  Nedflyttningskvalmatch mot Syrianska FC.[9]